# Звонкий велярный латеральный аппроксимант
Звонкий велярный латеральный аппроксимант — согласный звук в МФА, встречающиеся в некоторых языках. Его символ обозначения-ʟ. Сам звонкий велярный латеральный аппроксимант встречается далеко не во многих языках-он отсутствует во многих языках. Данному символу присвоен номер 158. Данный звук относиться к основным символам.

## Свойства
- По фонации он звонкий, поскольку он произносится с вибрацией голосовых связок
- По месту образования он велярный.
- По способу образования он латеральный, а ещё он является аппроксимантом.

## Распространение
В некоторых языках этот звук редко реализируется как /ɡʟ/.
| Язык                    | Слово   | МФА     | Перевод          | Примечания              |
| ----------------------- | ------- | ------- | ---------------- | ----------------------- |
| Американский английский | bottle  | [bɔɾʟ]  | «бутылка»        | аллофон /l/ после /ɾ/   |
| Мелпа                   | paⱡa    | [paʟa]  | «забор»          |                         |
| Ваги                    | aglagle | [aʟaʟe] | «головокружение» | может читаться как /ɡʟ/ |
| Хив(язык)               | qr̄e     | [kʷʟɪ]  | «дельфин»        | чаще читается как /ɡʟ/  |